# Wil Wilbers
Wilhelmus Arnoldus Franciscus ("Wil") Wilbers (Nijmegen, 30 december 1931 – Voorschoten, 14 juli 2017) was een Nederlands politicus namens D66. Hij was in de Tweede Kamer woordvoerder Welzijn en Cultuur (onder andere Media), Onderwijs en Binnenlandse Zaken. In 1982 diende hij een initiatief-wetsontwerp in tot wijziging van de verdeelsleutel voor de zendtijd onder de omroeporganisaties.
Hij heeft gymnasium alfa gedaan aan het Stedelijk Gymnasium Nijmegen en hij behaalde zijn doctoraalexamen Nederlandse Taal-en Letterkunde aan de Katholieke Universiteit Nijmegen.
Na 1993 heeft Wil Wilbers zich toegelegd op de fotografische kunst. Na enige solo-exposities werd hij lid van het "Illuster Fotogenootschap de Torren" in Den Haag. Enige jaren later werd hij toegelaten tot de vereniging van beroepskunstenaars "de Voorschotense Kunstkring" (VKK). Jaarlijks nam hij deel aan exposities van beeldende kunst.

## Hoofdfuncties
- 1959-1971: Leraar Nederlands en Schooldecaan MMS en Mollerlyceum Bergen op Zoom
- 1971-1974: Lid Tweede Kamer der Staten-Generaal ( D66 )
- 1974-1980: Hoofd Directie Radio,Televisie en Pers (Ministerie van CRM)
- 1980-1981: Raadadviseur in algemene dienst (Ministerie van CRM/WVC)
- 1981-1982: Lid Tweede Kamer der Staten Generaal ( D66 )
- 1982-1992: Raadadviseur, tevens voorzitter WVC-Emancipatie Stuurgroep en gekozen voorzitter Departementale Dienstcommissie (1984-1990) (Ministerie van WVC)

## Nevenfuncties
- Medeoprichter en eerste voorzitter afdeling D66-Bergen op Zoom (1967)
- Lid/fractievoorzitter Gemeenteraad Bergen op Zoom
- Oprichter en voorzitter School voor kinderen met leer- en opvoedingsmoeilijkheden (LOM-school) te Bergen op Zoom
- Lid Curatorium Weekblad Vrij Nederland
- Lid Bestuur/Raad van toezicht Haagse Hogeschool (1990-2001)
- Lid Bestuur Samenwerkende Hogescholen Haaglanden en Rijnstreek
- Lid Bestuur Vereniging tegen Kindermishandeling en Stichting Voorkoming Kindermishandeling (1983-1994)
- Lid Bestuur Nederlands Bibliotheek- en Lectuurcentrum NBLC
- Lid Bestuur Instituut voor Beroepskeuze/Instituut voor Psychologisch Onderzoek
- Bestuurslid van diverse onderwijs- en culturele organisaties
- Lid Bestuur V.O.P. (Vereniging van oud-leden Tweede Kamer, Eerste Kamer en Europees Parlement), vanaf 2008.

- International Standard Name Identifier: 0000 0003 9205 151X
- Nederlandse Thesaurus van Auteursnamen: 146722264
- Parlement.com: vg09llftlbyv
- Virtual International Authority File: 286038900
- WorldCat: E39PBJrcmTHRhXvMpxXRCVdG73